# 사고

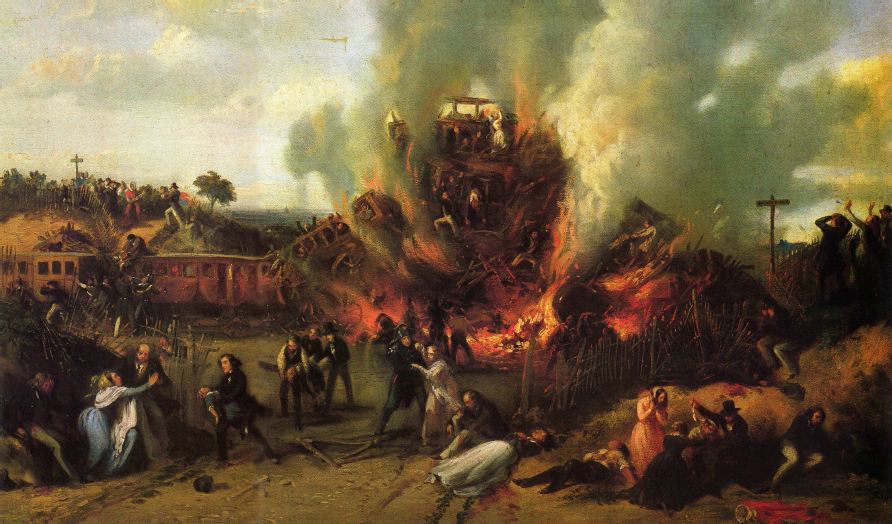
베르사유 철도사고 그림(1842년)

사고(事故, 영어: accident)는 뜻밖에 불행한 사건을 의미한다. 사고의 가장 흔한 원인은 설계 오류, 결함, 재료 결함, 환경 조건 등이 있다.
사고는 인간이 직접 일으키지도 않고 의도하지도 않으며, 모두가 원하지도 않는 사건이다. '사고'라는 용어는 누구도 비난하면 안 되지만 해당 사건은 인식되지 않거나 해결되지 않은 위험으로 발생한 사건이 되기도 한다.  
의도하지 않은 부상을 연구하는 대부분의 연구자는 사고라는 용어 사용을 피하고 심각한 부상의 위험을 증가시키고 부상 발생률과 심각도를 줄이는 요인에 중점을 둔다. 예를 들어, 폭풍우가 몰아쳐 나무가 쓰러지는 경우, 해당 문제를 인간이 행하지 않았지만 나무의 종류, 크기, 건강, 위치 또는 부적절한 유지 관리가 그 결과에 영향을 끼친 사건이 되기도 한다. 
그러나 대부분 교통 사고는 실제로 사고가 아니다. 영어 사용자들은 미국 자동차 산업체의 여론조작 결과로 20세기 중반에 이 단어를 사용하기 시작했다.

## 같이 보기
- 교통 사고
  - 철도 사고
  - 항공 사고
  - 선박 사고
- 우주 사고
- 시스템 사고